# Munizaga Peak
Der Munizaga Peak ist ein 2590 m hoher und unvereister Berg in der antarktischen Ross Dependency. Im Königin-Maud-Gebirge ragt er 5 km ostsüdöstlich des Misery Peak im Roberts-Massiv auf.
Der United States Geological Survey kartierte ihn anhand eigener Vermessungen und Luftaufnahmen der United States Navy aus den Jahren von 1960 bis 1965. Das Advisory Committee on Antarctic Names benannte ihn 1970 nach dem chilenischen Geologen Fernando S. Munizaga, der zwischen 1968 und 1969 im Rahmen des United States Antarctic Program an Vermessungen im Ellsworthland und in derselben Kampagne als Teil der Mannschaft der Texas Tech University an Vermessungen des Roberts-Massivs beteiligt war.